# 內卡尼奧拉

內卡尼奧拉在斯洛文尼亞的位置以2b標示

內卡尼奧拉是斯洛維尼亞傳統地理區劃之一。這一地區以喀斯特地貌爾著稱。歷史上內卡尼鄂拉的部分地區屬於義大利。该地区的中心城镇和最大城镇为洛加泰茨。